# Награда Павле Васић
Награду „Павле Васић" додељује Удружење ликовних уметника примењених уметности и дизајнера Србије (УЛУПУДС) за најбоље дело из области примењених уметности у једној години.
Награда је први пут додељена 1995. године. Иницијатива за њено оснивање потиче од чланова Секције историчара уметности УЛУПУДС-а. Награда је покренута у част проф. Павла Васића (1907-1993) - сликара, теоретичара и критичара ликовне и примењене уметности, и дугогодишњег члана УЛУПУДС-а. 
Првобитна замисао о награђивању текстова и публикација историчара уметности, замењена је тезом о награђивању аутора који афирмишу критичко-теоријску мисао из области примењене уметности и дизајна у Србији. Од оснивања до 2008. додељено је четрнаест награда. Одбор за доделу награде залаже се да у жири за Награду уврсти еминентне личности које својим ауторитетом и стручном квалификацијом гарантују исправност одлуке. Свечаност доделе Награде први пут је одржана у Свечаној сали Скупштине града Београда. Већ од наредне године, свечани чин се одвија у Ректорату уметности уз обострано поштовање, организатора и Ректората, личности и дела професора Павла Васића. 

## Награду су добили:
- 1995 - Слободан Ивков, за монографију 60 година домаћег стрипа у Србији, „дело које је стручно, систематски и прегледно обрађено. Анализирао је морфолошку структуру стрипа. Монографија има, у извесном смислу, карактер историје ове дисциплине у Србији."
- 1996 - Александар Кадијевић, Марина Ђурђевић и Марта Вукотић, за монографије о архитектама Момиру Коруновићу, Петру и Бранку Крстићу и Момчилу Белобрку. Жири је проценио да се ради о студиозним монографијама, рађене по научно-истраживачким принципима које вреднују дела знаменитих српских архитеката у светлости модерне мисли о архитектури."
- 1997 - Горан Малић за изложбу и књигу Милан Јовановић фотограф, Београд : САНУ, 1997. „Малић је - по оцени жирија - открио многобројна непозната дела, извршио атрибуцију великог броја фото-портрета знаменитих личности из српске културе, науке и уметности. Значајан допринос овог монографског дела је што акцентира нова тумачења медија у домену медијских својстава фотографије."
- 1998 - Зоран М. Јовановић за монографију Друштво уметника „Зограф“. „Књига је теоријски утемељена и мултидисциплинарно посматра проблеме Друштва уметника Зограф. По структури, композицији и основним закључцима дело представља вредан допринос историји наше новије ликовне и примењене уметности. Осветлила је однос националне традиције и токове модерне уметности XX века."
- 1999 - Донка Станчић за монографију Архитекта Владимир Николић. Монографија представља „допринос расветљавању основних токова развоја српске архитектуре с краја 19 и почетка 20 века. Писана је стручним, јасним језиком, аналитички и компетентно уз компаративне анализе засноване на детаљно истраженим изворима."
- 2000 - Бојана Поповић за публикацију и изложбу Мода у Београду (1918-1941). „Публикација садржи јасно, типолошки систематизован изложбени материјал, обрађен културни и друштвени живот међуратног Београда, те извлачи из заборава један временски период. Студија је свеобухватна, а феномен моде трајно баштини."

- 2001 - Чедомир Васић, Бранко Богдановић, Душан Бабац, Невена Крстић, Небојша Дамјановић и Милица Радовановић за публикацију и изложбу Службено одело у Србији у 19. и 20. веку. Публикација представља „први и прави пример систематског изучавања европеизације Србије, виђене кроз специфичан приступ службеног одела, које је пратило све промене младе српске државе. Важан историјски тренутак у нашој историографији, велика завршница онога што је сам проф. Павле Васић започео у својим истраживањима."
- 2002 - Радомир Вуковић, за трилогију „Знаковито“. Трилогија „представља јединствен подухват од историјског значаја. У књизи су дати сви релевантни подаци о уметницима са историјом алфабета, логотипа и пиктограма, те представља стручно систематизован и истраживачки посао“.
- 2003 - Маријана Петровић Раић, за студијски текст и изложбу Драгослав Стојановић Сип (1920-1976), Скица за портрет. „Поштујући правила истраживачког поступка а, на основу детаљне музеолошке обраде објективно проценила је расположиву грађу и омогућила свеобухватан приступ делу и улози Драгослава Стојановића Сипа у развоју примењене уметности у Србији."
- 2004 - Гордана Поповић Васић, Ирина Суботић, за студијски текст монографије Миодраг Табачки. „Аутори су респектибилно компоновали монографију аналитичко-синтетичким текстом, зналачки урађеним интервјуом, импресивном презентацијом стваралачког континуитета уметника од 1973. до 2004., исцрпном биографском документацијом, дизајном, те су омогућили пласман књиге међу остварења међународне културне баштине."
- 2005 - Владимир Митровић за монографију Архитекта Ђорђе Табаковић.
- 2006 - Мирјана Рихтер Благојевић за књигу Стамбена архитектура Београда у 19. и почетком 20. века;
- 2007 - Милана Веиновић за културно-историјски и сликовни летопис Панчево на старим разгледницама 1898-1941 у издању Завода за заштиту споменика културе Панчево, 2007.
- 2008 - Видосава Голубовић и Ирина Суботић, за монографију Зенит 1921-1926. у издању Народне библиотеке Србије, Института за књижевност и уметност из Београда и Српског књижевног друштва „Просвјета“ из Загреба. „После вишедеценијског студиозног истраживања две ауторке на комплексан, методолошки постављен и заокружен начин, пружају како стручној јавности, тако и нешто широј популацији, свеобухватан увид у историјат и судбину једног од најрадикалнијих авангардних часописа“.
- 2009 - Мирослав Тимотијевић за студијски текст у каталогу изложбе Паја Јовановић, издање Галерије САНУ, децембар 2009.
- 2010 - Проф. мр Марина Коцарева Ранисављев за књигу Мода и одевање, психосоциолошки аспекти одевања, у издању “Службеног гласника”, која је, према наводима жирија, подједнако занимљива за стручњаке и за ширу публику коју занима зашто одевање и мода представљају значајни део свакодневног живота.
- 2011 - мр Валентина Брдар за монографију Иво Куртовић у издању Завода за заштиту споменика културе града Београда.[1]
- 2012 - мр Сузана Вуксановић за изложбу и монографски каталог Мира Бртка: Нестабилне равнотеже, Музеј савремене уметности Војводине, Нови Сад, 2012.
- 2013 - Небојша Миленковић, историчар уметности за монографски каталог Слободан Шијан: Мораћу да скренем, Визуелни експерименти 1960-2012, Музеј савремене уметности Војводине, 2013.
- 2014 - проф. др Јелена Тодоровић за монографију „Свечани поздрав Мојсеју Путнику Захарија Орфелина“ издату уз оригинално дело „Свечани поздрави Мојсеју Путнику“ Захарија Орфелина, из 1757. године; издавачи „Платонеум“, Нови Сад, „Матица српска“, Нови Сад, „Беседа“, издавачка установа Епархије Бачке, Нови Сад, 2014.[2]
- 2015 - Миланка Тодић за монографију „Модерно дете и детињство”, у издању „Службеног гласника”[3]
- 2016 - др Дејан Сретеновић за књигу „Урнебесни кликер, уметност и политика београдског надреализма”, у издању „Службеног гласника”[4]
- 2019 - др Саша Брајовић за књигу „Лујо Давичо – фрагменти живота”, у издању „Клија”[5]